# Filanderki
Filanderki (Lagostrophinae) – podrodzina ssaków z rodziny kangurowatych (Macropodidae).

## Zasięg występowania
Podrodzina obejmuje jeden żyjący współcześnie gatunek występujący w Australii

## Podział systematyczny
Do podrodziny należy jeden występujący współcześnie rodzaj: 
- Lagostrophus O. Thomas, 1887 – filanderek – jedynym przedstawicielem jest Lagostrophus fasciatus (Peron & Lesueur, 1807) – filanderek pręgowany

oraz rodzaje wymarłe:
- Tjukuru Prideaux & Tedford, 2012 – jedynym przedstawicielem był Tjukuru wellsi Prideaux & Tedford, 2012
- Troposodon Bartholomai, 1967